# Campeonato Soviético de Xadrez de 1925

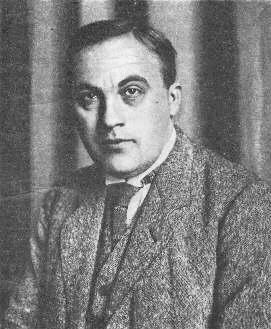
Efim Bogoljubow em 1925

O Campeonato Soviético de Xadrez de 1925 foi a 4ª edição do Campeonato de Xadrez da União Soviética, realizado em Leningrado, entre 11 de agosto e 6 de setembro de 1924. A competição foi vencida novamente por Efim Bogoljubow, que havia sido campeão da edição anterior. O ano de 1925 marcou o início de uma nova fase no Xadrez da União Soviética, com a organização do Torneio de xadrez de Moscou de 1925, realizado logo após o Campeonato Soviético. Organizado por Nikolai Krylenko, este super torneio internacional contou com a participação de onze estrelas estrangeiras e dez mestres soviéticos, entre eles o campeão mundial José Raúl Capablanca e seu antecessor Emanuel Lasker. 

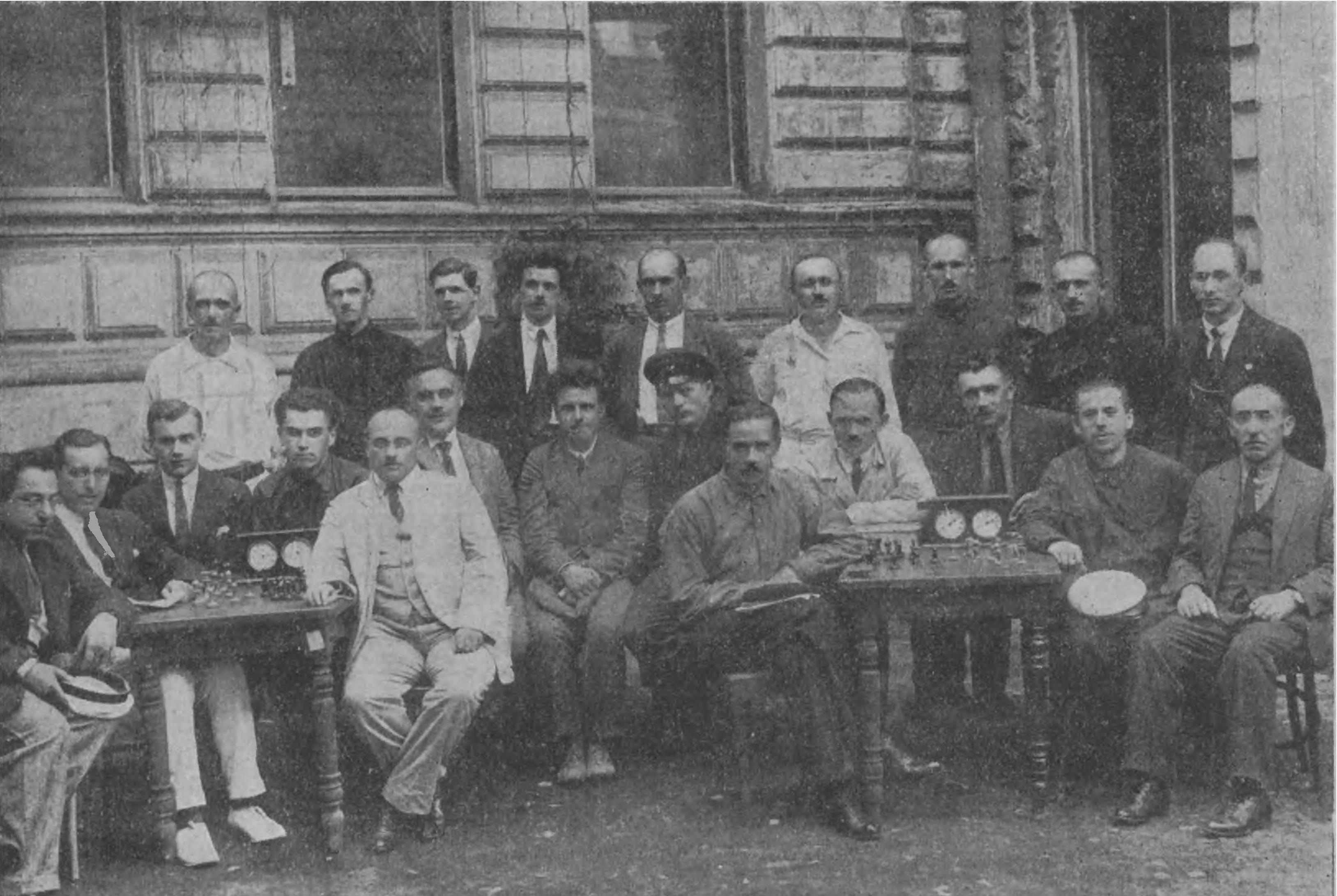
Participantes do Campeonato de 1925. Sentados (da esquerda pra direita): Vilner, Levenfish, Rokhlin (organizador), Gotthilf, I. Rabinovich, Bogolyubov, Ilyin-Genevsky, Duz-Khotimirsky, Romanovsky, Sergeyev, Nenarokov, Verlinsky, A. Rabinovich.
De pé: von Freymann, Sozin, Eremeev (organizador), Grigoriev, Zubarev, Selezniev, Kaspersky, Kutuzov, Weinstein (organizador).

## Classificação final e resultados
| N° | Jogador                  | 1 | 2 | 3 | 4 | 5 | 6 | 7 | 8 | 9 | 10 | 11 | 12 | 13 | 14 | 15 | 16 | 17 | 18 | 19 | 20 | Total |
| -- | ------------------------ | - | - | - | - | - | - | - | - | - | -- | -- | -- | -- | -- | -- | -- | -- | -- | -- | -- | ----- |
| 1  | Efim Bogoljubow          | - | ½ | 1 | 0 | 1 | ½ | ½ | 1 | 1 | ½  | 0  | ½  | 1  | ½  | 1  | 1  | 1  | 1  | 1  | 1  | 14    |
| 2  | Grigory Levenfish        | ½ | - | 0 | 0 | 1 | ½ | 0 | ½ | 0 | 1  | 1  | 1  | ½  | 1  | 1  | 1  | 1  | 1  | 1  | 1  | 13    |
| 3  | Ilya Rabinovich          | 0 | 1 | - | 0 | 0 | 0 | ½ | 1 | 1 | ½  | ½  | 0  | 1  | 1  | 1  | 1  | 1  | 1  | 1  | 1  | 12½   |
| 4  | Boris Verlinsky          | 1 | 1 | 1 | - | ½ | ½ | 1 | 1 | ½ | 1  | 0  | ½  | ½  | 1  | 0  | 0  | 1  | 0  | ½  | 1  | 12    |
| 5  | Fiódor Duz-Khotimirsky   | 0 | 0 | 1 | ½ | - | ½ | ½ | 1 | 1 | 1  | ½  | 0  | ½  | ½  | ½  | 0  | 1  | 1  | 1  | 1  | 11½   |
| 6  | Solomon Gothilf          | ½ | ½ | 1 | ½ | ½ | - | 0 | ½ | 0 | ½  | ½  | 1  | 1  | ½  | ½  | ½  | 1  | 0  | 1  | 1  | 11    |
| 7  | Alexander Ilyin-Genevsky | ½ | 1 | ½ | 0 | ½ | 1 | - | 0 | 0 | ½  | ½  | 1  | 0  | ½  | ½  | 1  | 1  | 1  | 1  | ½  | 11    |
| 8  | Peter Romanovsky         | 0 | ½ | 0 | 0 | 0 | ½ | 1 | - | 1 | 1  | 1  | 1  | 0  | ½  | 1  | 1  | 1  | ½  | 0  | 1  | 11    |
| 9  | Abram Rabinovich         | 0 | 1 | 0 | ½ | 0 | 1 | 1 | 0 | - | 1  | 0  | 0  | 0  | ½  | 1  | 1  | ½  | 1  | ½  | 1  | 10    |
| 10 | Alexander Sergeev        | ½ | 0 | ½ | 0 | 0 | ½ | ½ | 0 | 0 | -  | 1  | ½  | ½  | ½  | 1  | ½  | 1  | 1  | 1  | 1  | 10    |
| 11 | Yakov Vilner             | 1 | 0 | ½ | 1 | ½ | ½ | ½ | 0 | 1 | 0  | -  | 0  | ½  | ½  | 1  | 1  | 0  | 1  | 0  | ½  | 9½    |
| 12 | Arvid Kubbel             | ½ | 0 | 1 | ½ | 1 | 0 | 0 | 0 | 1 | ½  | 1  | -  | 1  | ½  | 0  | ½  | ½  | ½  | ½  | ½  | 9½    |
| 13 | Nikolai Zubarev          | 0 | ½ | 0 | ½ | ½ | 0 | 1 | 1 | 1 | ½  | ½  | 0  | -  | ½  | 0  | ½  | ½  | 1  | ½  | 1  | 9½    |
| 14 | Alexey Selezniev         | ½ | 0 | 0 | 0 | ½ | ½ | ½ | ½ | ½ | ½  | ½  | ½  | ½  | -  | ½  | 1  | ½  | 1  | ½  | ½  | 9     |
| 15 | Nikolai Grigoriev        | 0 | 0 | 0 | 1 | ½ | ½ | ½ | 0 | 0 | 0  | 0  | 1  | 1  | ½  | -  | 0  | 1  | 0  | 1  | 1  | 8     |
| 16 | Anton Kaspersky          | 0 | 0 | 0 | 1 | 1 | ½ | 0 | 0 | 0 | ½  | 0  | ½  | ½  | 0  | 1  | -  | 0  | ½  | 1  | ½  | 7     |
| 17 | Veniamin Sozin           | 0 | 0 | 0 | 0 | 0 | 0 | 0 | 0 | ½ | 0  | 1  | ½  | ½  | ½  | 0  | 1  | -  | 1  | ½  | 1  | 6½    |
| 18 | Vladimir Nenarokov       | 0 | 0 | 0 | 1 | 0 | 1 | 0 | ½ | 0 | 0  | 0  | ½  | 0  | 0  | 1  | ½  | 0  | -  | 1  | ½  | 6     |
| 19 | Sergey Freiman           | 0 | 0 | 0 | ½ | 0 | 0 | 0 | 1 | ½ | 0  | 1  | ½  | ½  | ½  | 0  | 0  | ½  | 0  | -  | 0  | 5     |
| 20 | Nikolai Kutuzov          | 0 | 0 | 0 | 0 | 0 | 0 | ½ | 0 | 0 | 0  | ½  | ½  | 0  | ½  | 0  | ½  | 0  | ½  | 1  | -  | 4     |